# Rue Pierre-Soulié
La rue Pierre-Soulié est une voie du 20e arrondissement de Paris, en France.

## Situation et accès
La rue Pierre-Soulié est une voie située dans le 20e arrondissement de Paris. Elle débute rue Hoche à Bagnolet et se termine rue de Noisy-le-Sec. La partie est de cette voie forme la limite du territoire de Bagnolet.

## Origine du nom

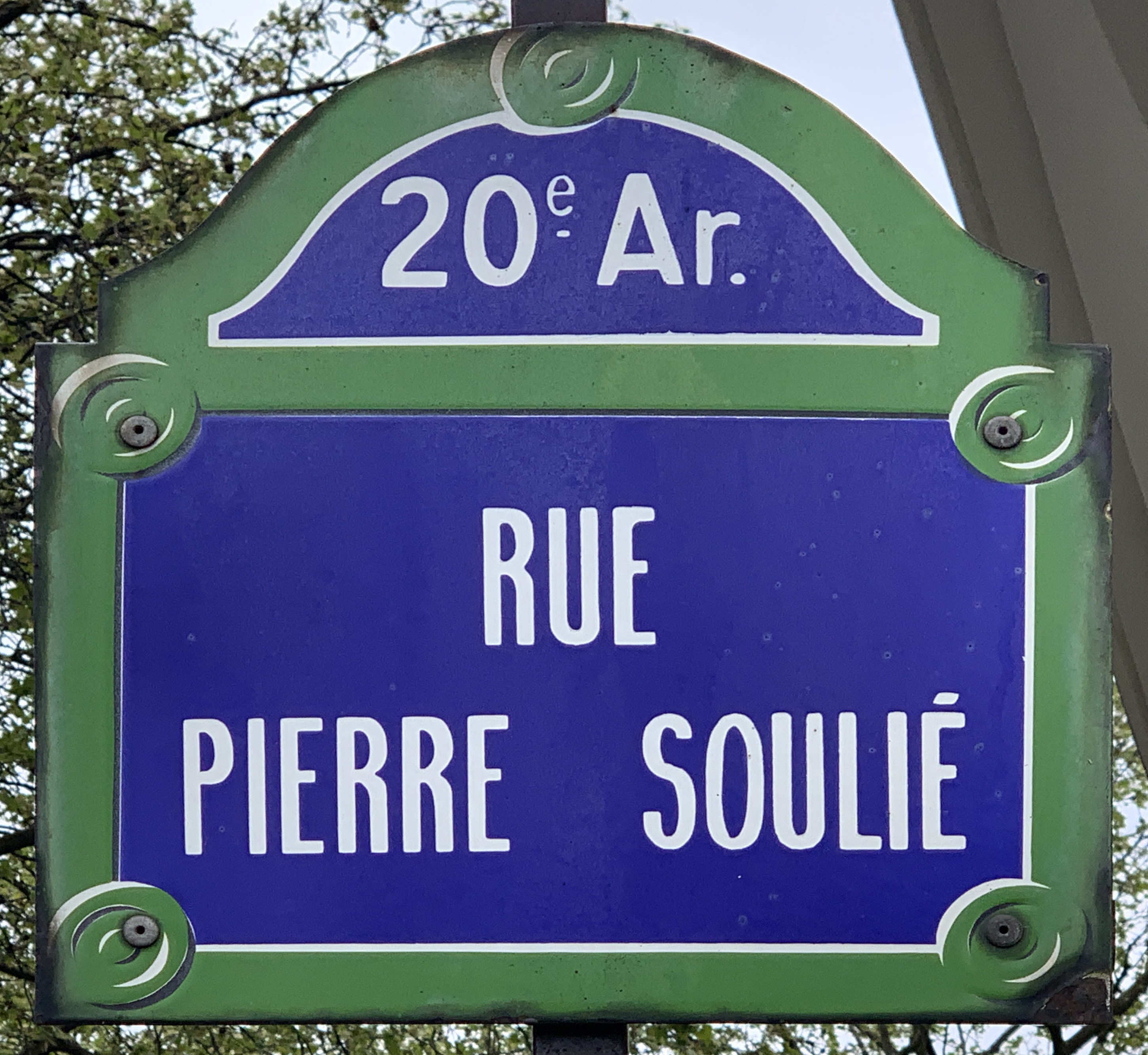
Plaque rue Pierre-Soulié, 2021.

Cette voie porte le nom de Pierre Soulié (1903-1970), cardiologue français, chef du service de cardiologie à l'hôpital Broussais.

## Historique
Provisoirement dénommée « voie AG/20 », elle prend sa dénomination actuelle par un arrêté municipal du 30 août 1978.